# Elizabeth Allen
Elizabeth Allen (Jersey City, Nova Jérsei, 25 de janeiro de 1929 – Fishkill, Nova Iorque, 19 de setembro de 2006) foi uma atriz norte-americana. Ela atuou em várias peças e musicais para a Broadway, dos quais incluem The Gay Life, Do I Hear a Waltz?, Show Boat, South Pacific e Rua 42, e encerrou a sua carreira artística em 1996.